# Hermann Baranowski
Pour les articles homonymes, voir Baranowski.
 (septembre 2024).
Si vous disposez d'ouvrages ou d'articles de référence ou si vous connaissez des sites web de qualité traitant du thème abordé ici, merci de compléter l'article en donnant les références utiles à sa vérifiabilité et en les liant à la section « Notes et références ».
Hermann Baranowski, né le 11 juin 1884 à Schwerin et mort le 5 février 1940 à Aue, est un officier SS allemand et commandant de camp de concentration.

## Biographie
Né d'un père ouvrier dans une brasserie, Baranowski s'engage à 16 ans comme mousse dans la marine impériale. Il est promu officier marinier (Deckoffizier) en 1912. Il se marie la même année. Le couple aura un fils en 1913 et une fille, Charlotte, en 1915. Cette dernière épousera en 1936 Paul Werner Hoppe, futur commandant de Stutthof.
Pendant la Première Guerre mondiale, Baranowski est affecté à l'État major de la 1re escadre navale. Il reçoit la Croix de fer de 2e classe. Après la guerre, Baranowski sert dans la 9e demi-flottille de chasseurs de mines. Le 30 septembre 1920, il accède au rang d'officier, au grade de Leutnant zur See (enseigne de vaisseau) avant d'être mis en congé, en raison de la réduction des forces armées faisant suite au traité de Versailles.
Le retour à la vie civile est difficile. Baranowski trouve d'abord un emploi au bureau de Kiel d'une entreprise de métallurgie, et plus tard à Hambourg dans une épicerie.
Baranowski voit Hitler pour la première fois en 1930, lors d'une manifestation à Hambourg. Il adhère au NSDAP le 1er octobre 1930 (membre no 345 321) et à la SS en décembre 1930 (membre no 24 009). Il est promu à plusieurs reprises. Une évaluation du 12 août 1933 indique : « Un peu non-conformiste, mais absolument fiable et fidèle. Un père pour sa Sturmbann (formation de combat) ». Standartenführer de la 4e SS-Standarte à Altona, il est remplacé le 1er mars 1936, peut-être à la suite d'un conflit personnel.
Baranowski est alors reclassé dans le corps des gardiens de camps, les unités SS à tête de mort (SS-Totenkopfverbände) et nommé commandant du camp de concentration de Lichtenburg en avril 1936. Il y a alors des frictions entre Baranowski et ses gardes SS. Theodor Eicke, l'inspecteur des camps de concentration, jugeait de Baranowski: « Son ambition exagérée est la cause de différends avec la troupe SS. Compte tenu de son ambition pathologique, lui donner des instructions est inutile. Sa bonne volonté ne peut être niée, mais il ne possède pas le tact nécessaire ».
Le 1er novembre 1936, il est nommé Schutzhaftlagerführer au camp de Dachau. À ce poste, Baranowski n'a plus de contact avec la troupe des gardes. Il est responsable de l'activité du camp, des conditions de détention, des appels et de la discipline. Baranowski rejoint le camp de Sachsenhausen le 1er mars 1938 en qualité de Schutzhaftlagerführer, puis de commandant à compter de juillet 1938. Il est remplacé en septembre 1939 par Walter Eisfeld. Il décède en février 1940, de maladie.
| Grades de Baranowski | Grades de Baranowski   |
| Date                 | Rang                   |
| -------------------- | ---------------------- |
| 30 janvier 1933      | SS-Untersturmführer    |
| 12 juin 1933         | SS-Hauptsturmführer    |
| 3 septembre 1933     | SS-Sturmbannführer     |
| 20 avril 1934        | SS-Obersturmbannführer |
| 30 janvier 1935      | SS-Standartenführer    |
| 9 novembre 1938      | SS-Oberführer          |

## Ouvrages
- (de) Johannes Tuchel, Konzentrationslager. Band 39 von Konzentrationslager: Organisationsgeschichte und Funktion der Inspektion der Konzentrationslager 1934-1938, H. Boldt, Boppard am Rhein, 1991 (ISBN 978-3764619022)
- Hans Grundig: Zwischen Karneval und Aschermittwoch. Erinnerungen eines Malers Dietz Verlag Berlin 1964 (1957 1. Aufl.), S. 334–336